# III. třída okresu Hodonín 2003/2004
V soubojích fotbalové III. třídy okresu Hodonín 2003/2004, jedné ze skupin 9. nejvyšší fotbalové soutěže, se utkalo 14 týmů dvoukolovým systémem podzim – jaro. Tento ročník skončil v červnu 2004. Postup do II. třídy okresu Hodonín 2004/2005 si zajistily první dva týmy SK Spartak Svatobořice-Mistřín a TJ Sokol Tvarožná Lhota. Do IV. třídy okresu Hodonín 2004/2005 sestoupily poslední tři týmy FK Baník Dubňany „B“, FK Suchov a TJ Moravia Násedlovice. 

## Výsledná tabulka
| Poř. | Tým                            | Z  | V  | R  | P  | VG | OG | B  |
| ---- | ------------------------------ | -- | -- | -- | -- | -- | -- | -- |
| 1.   | SK Spartak Svatobořice-Mistřín | 26 | 15 | 7  | 4  | 51 | 29 | 52 |
| 2.   | TJ Sokol Tvarožná Lhota        | 26 | 15 | 4  | 7  | 53 | 34 | 49 |
| 3.   | TJ Starý Poddvorov             | 26 | 13 | 5  | 8  | 43 | 36 | 44 |
| 4.   | TJ Sokol Sobůlky               | 26 | 11 | 6  | 9  | 46 | 35 | 39 |
| 5.   | TJ Podlužan Prušánky           | 26 | 12 | 3  | 11 | 33 | 29 | 39 |
| 6.   | TJ Družba Bukovany             | 26 | 10 | 8  | 8  | 38 | 34 | 38 |
| 7.   | SK Uhřice                      | 26 | 9  | 9  | 8  | 38 | 31 | 36 |
| 8.   | FC Nesyt Hodonín               | 26 | 9  | 8  | 9  | 37 | 37 | 35 |
| 9.   | TJ Sokol Tvarožná Lhota „B“    | 26 | 10 | 4  | 12 | 39 | 38 | 34 |
| 10.  | Sokol Čejč                     | 26 | 9  | 7  | 10 | 32 | 34 | 34 |
| 11.  | Sokol Vlkoš                    | 26 | 7  | 11 | 8  | 36 | 44 | 32 |
| 12.  | FK Baník Dubňany „B“           | 26 | 9  | 5  | 12 | 42 | 59 | 32 |
| 13.  | FK Suchov                      | 26 | 5  | 6  | 15 | 37 | 58 | 21 |
| 14.  | TJ Moravia Násedlovice         | 26 | 5  | 3  | 18 | 38 | 65 | 18 |

Poznámky:
- Z = Odehrané zápasy; V = Vítězství; R = Remízy; P = Prohry; VG = Vstřelené góly; OG = Obdržené góly; B = Body; (S) = Mužstvo sestoupivší z vyšší soutěže; (N) = Mužstvo postoupivší z nižší soutěže (nováček)

|  | Postup do II. třídy okresu Hodonín 2004/2005 |
|  | Sestup do IV. třídy okresu Hodonín 2004/2005 |